# 어떤가요 (부산교통방송)
고태연의 어떤가요는 TBN 부산교통방송(FM 94.9MHz)에서 주말 오후 16시부터 오후 17시 55분까지 방송된 부산권 지역의 라디오 음악 프로그램이다.

## 프로그램 소개
- 주말 오후, 한 잔의 차와 함께 여유를 느낄 수 있는 시간입니다. 바빠서 지나쳤던 세상을 한걸음 더 들어가 볼 수 있는 시간, 이야기와 음악이 있는 오후,'고태연의 어떤가요?'입니다.

## 코너

### 요일별 코너
- (토요일) 주제가 있는 음악 : 매주 주제를 달리하며 공감할 수 있는 이야기와 관련 음악으로 나누는 음악담화
- (토요일) 우연한 책방 : 라디오로 듣는 책 이야기 (우동준 작가)
- (일요일) Busan Singers : 부산 출신 가수들의 삶과 음악이야기(대중음악 평론가 이주헌)
- (일요일) Live Mini Concert : 통기타 Live 음악(가수 박상운, 차은결)